# Radio Austria
Radio Austria est une station de radio privée autrichienne, située à Vienne.
La radio n'a aucun rapport avec Radio Austria AG, société de télécommunications existant de 1923 à 2002.

## Histoire
Le 23 janvier 2018, Antenne “Österreich” und Medieninnovationen GmbH, derrière laquelle il y a la famille d'entrepreneurs Fellner, demande une licence de diffusion nationale à Kommunikationsbehörde Austria. Son octroi est soumis à des exigences légales strictes, y compris une couverture d'au moins 60% du territoire autrichien. Pour ce faire, les licences d'Oe24, Antenne Salzburg, Antenne Tirol, ainsi que d'autres diffuseurs locaux ont été regroupées au sein de la GmbH. La couverture est complétée par les zones de diffusion Haute-Autriche Mitte, Klagenfurt et Graz de la station LoungeFM. Cependant, la licence de radiodiffusion de Haute-Autriche Mitte ayant expiré le 25 janvier 2018, KommAustria refuse de délivrer la licence nationale. Après la réémission du permis pour la zone touchée, une autre demande est faite en 2018, qui est accordée en février 2019. La diffusion débute le 26 octobre 2019, jour de la fête nationale autrichienne, sur une soixantaine de fréquences réparties dans tout le pays. La première émission est une émission matinale, animée par Rudolf Klausnitzer et Wolfgang Fellner lui-même.
À l'approche du début de la diffusion, KroneHit intente une action en justice contre le nouveau radiodiffuseur. Kronehit avait repris les créances de la société insolvable Radio Oberland GmbH (ancien propriétaire de Lounge FM). On fait valoir que les créanciers n’avaient reçu aucune somme provenant de la vente ou de l’augmentation de la valeur grâce à la licence nationale. L'administrateur de Radio Oberland GmbH rejette les demandes comme non fondées.

## Programme
Radio Autriche se concentre sur un public plus âgé que son concurrent Kronehit, qui s'adresse à un groupe cible plutôt jeune. La sélection musicale comprend en plus du hit parade actuel aussi des tubes des années 1980, 1990 et surtout des années 2000 ainsi que l'austropop.

## Source, notes et références
1. ↑  (de) Tom Sprenger, « Fellners Radio Austria startet heute österreichweit auf UKW », sur radiowoche.de, 2019 (consulté le 3 août 2020)

- (de) Cet article est partiellement ou en totalité issu de l’article de Wikipédia en allemand intitulé « Radio Austria » (voir la liste des auteurs).